# Udo Klohs
Udo Klohs (* 12. November 1953 in Wegberg) ist ein vormaliger deutscher Fußballspieler.

## Sportlicher Werdegang
Klohs rückte bei Fortuna Düsseldorf über die Jugend und Amateurmannschaft 1973 in die Wettkampfmannschaft auf, kam aber in der Spielzeit 1973/74 zu keinem Einsatz in der Bundesliga-Mannschaft. Im Sommer 1974 wechselte er zu Alemannia Aachen in die neu eingeführte 2. Bundesliga. Hier war er in den folgenden beiden Spielzeiten unter den wechselnden Trainern Michael Pfeiffer, Gerhard Prokop und Horst Witzler weitgehend Stammspieler und bestritt dabei 66 Zweitligaspiele, in denen er insgesamt sechs Tore für die „Kartoffelkäfer“ erzielte. Anschließend schloss er sich dem Ligakonkurrenten Bayer 05 Uerdingen an, der aus der Bundesliga abgestiegen war. Anfangs Ergänzungsspieler, konnte er sich nur im zweiten Saisondrittel unter Trainer Klaus Quinkert an der Seite von Friedhelm Funkel, Paul Hesselbach, Heinz Mostert, Franz Raschid und Hans-Jürgen Wloka zeitweise in die Startelf spielen. Insgesamt kam er in der Spielzeit 1976/77 nochmals zu 24 – davon elf in der Startelf – Zweitligaspielen, mit dem Klub verpasste er als Tabellenvierter den direkten Wiederaufstieg.
1977 wechselte Klohs ins Ausland und spielte fortan für KAA Gent im belgischen Profifußball.
Hauptberuflich technischer Zeichner, kehrte Klohs später nach Wegberg zurück und eröffnete dort eine Boutique.